# Pfarrkirche Neumarkt an der Ybbs

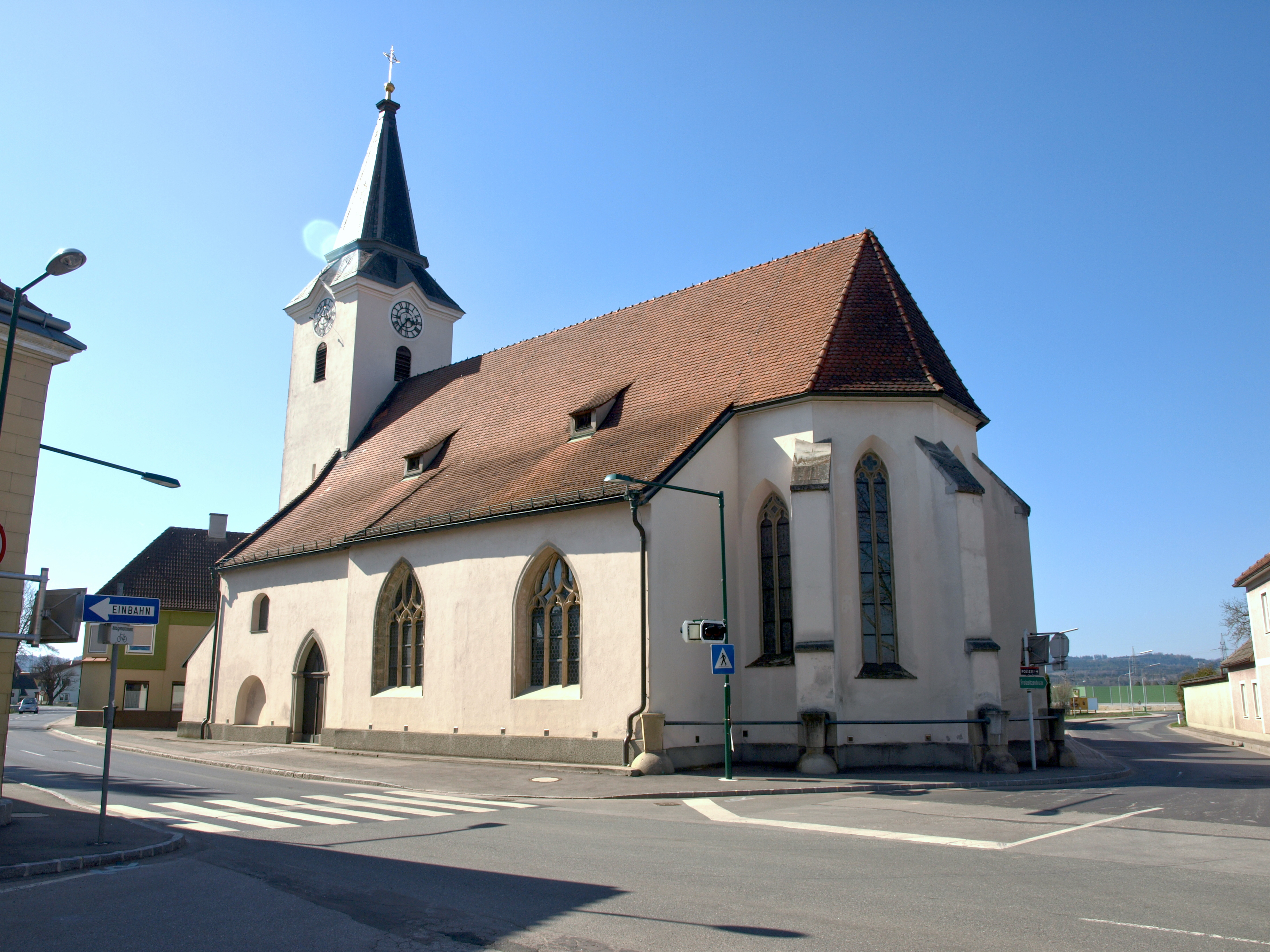
Katholische Pfarrkirche hl. Nikolaus in Neumarkt an der Ybbs

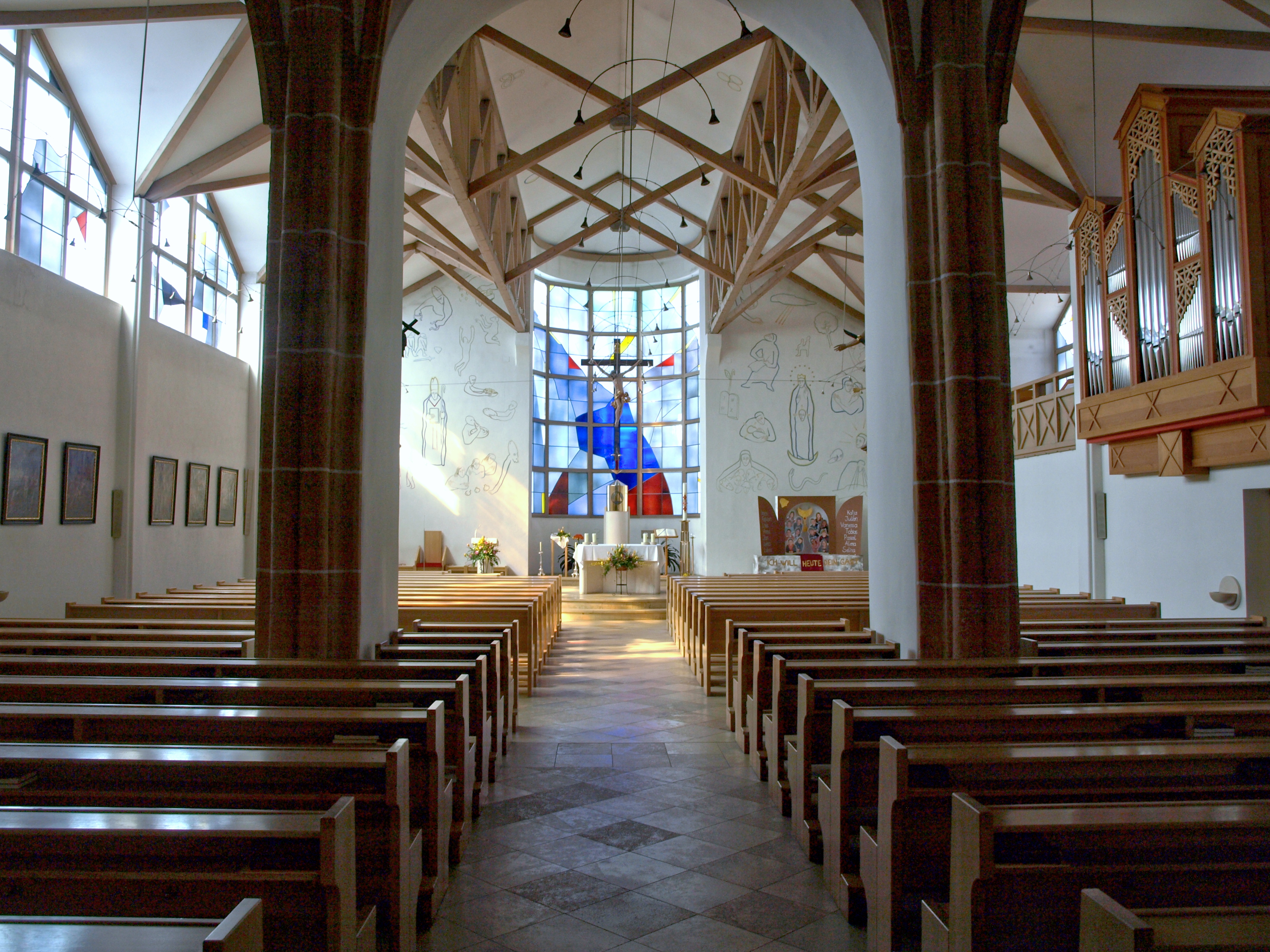
Erweiterungsbau der Moderne

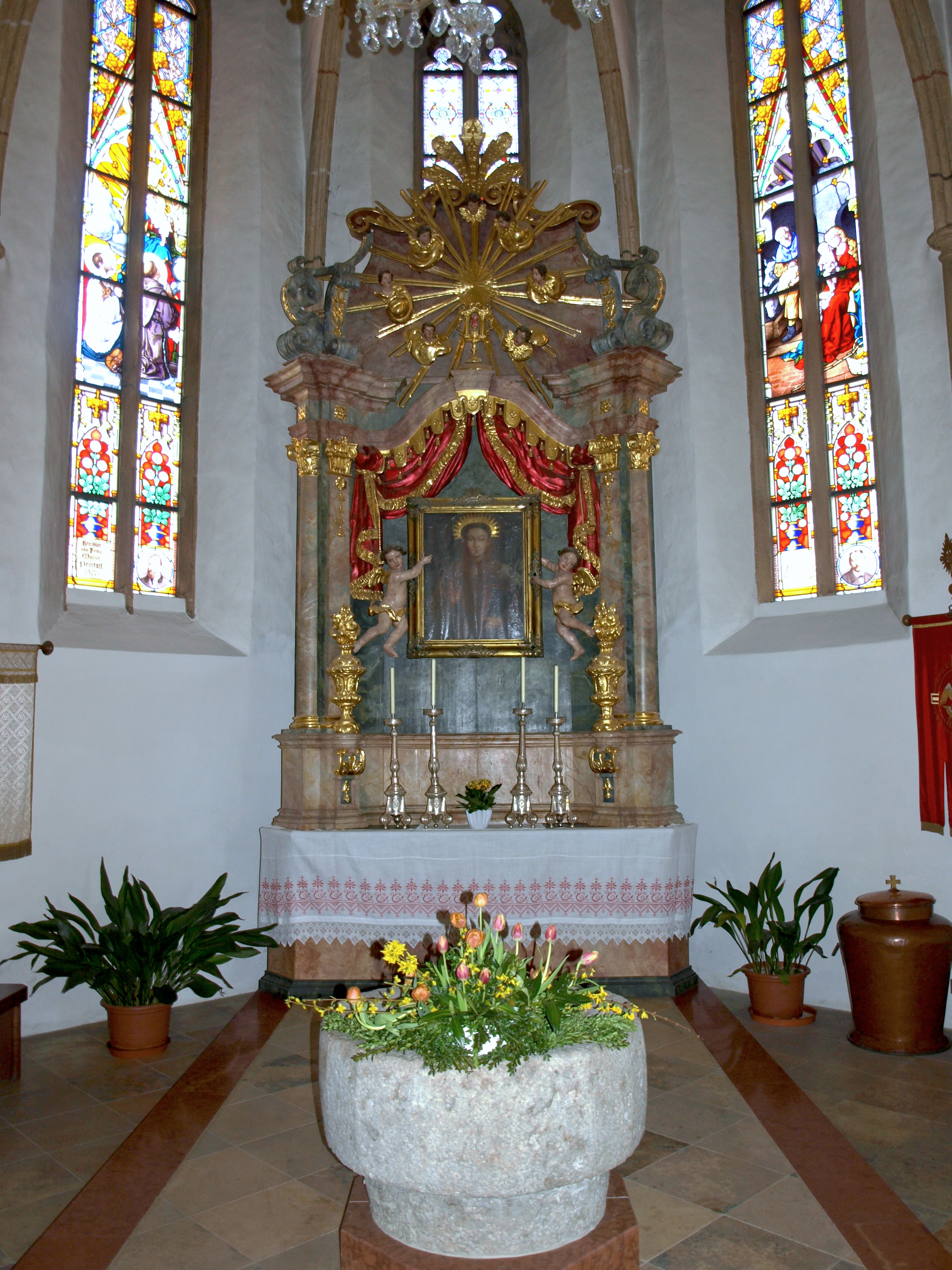
Spätgotischer Chor mit Altar

Die Pfarrkirche Neumarkt an der Ybbs steht an der Wiener Straße nordwestlich des Marktplatzes in der Marktgemeinde Neumarkt an der Ybbs im Bezirk Melk in Niederösterreich. Die dem heiligen Nikolaus von Myra geweihte römisch-katholische Pfarrkirche gehört zum Dekanat Ybbs in der Diözese St. Pölten. Die Kirche steht unter Denkmalschutz (Listeneintrag).

## Geschichte
Im 13. Jahrhundert war die Kirche eine Filiale von Ybbs. Eine Bruderschaft der sieben Schmerzen Mariens wurde 1378 urkundlich genannt, in der Reformationszeit aufgelöst und 1666 neu gegründet. 1529, 1532 und 1683 wurde die Kirche von den Türken geplündert. 1661 war ein Kirchenbrand. 1733 wurde die nördliche Sakristei erneuert. Seit 1755 neuerlich Pfarrvikariat. 1758 wurde der Turm erhöht. 1988/1989 wurde für den Erweiterungsbau die nördliche Sakristei mit dem Oratorium und die Langhausnordwand entfernt. Die spätgotische Orgelempore mit einem Achteckpfeiler und einem Sternrippengewölbe wurde bewahrend abgetragen und in der Filialkirche Sasendorf eingebaut. Von 1990 bis 1992 erfolgte im Norden ein Erweiterungsbau nach den Plänen des Architekten Wilhelm Zotti.
Der im Kern romanische spätgotische Kirchenbau mit einem Chor und einem Langhaus und zwei südlichen Kapellen wurde von 1990 bis 1992 mit einem modernen Erweiterungsbau nach Norden orientiert. Der romanische Kirchenbau aus der zweiten Hälfte des 12. Jahrhunderts und Anfang des 13. Jahrhunderts wurde anlässlich der Freilegung der Langhausnordwand als kleines romanisches Rundbogentrichterfenster im lagerhaften Bruchsteinmauerwerk 1988 befundet. Um die Mitte des 14. Jahrhunderts wurde die Kirche mit einem gotischen Chor erweitert. Ende des 15. Jahrhunderts und im ersten Viertel des 16. Jahrhunderts wurde das Langhaus umgebaut, wobei die Einwölbung und die Orgelempore nicht mehr erhalten ist. Der gotische Westturm ist im Kern älter. 

## Ausstattung
Die Orgel baute die Oberösterreichische Orgelbauanstalt St. Florian (1994). Die vier Glocken wurden 1949 gegossen.